# Кастилью
Кастилью (порт. Castilho) — муниципалитет в Бразилии, входит в штат Сан-Паулу. Составная часть мезорегиона Арасатуба. Входит в экономико-статистический микрорегион Андрадина. Население составляет 15 199 человек на 2006 год. Занимает площадь 1 062,653 км². Плотность населения — 14,3 чел./км².
Праздник города — 10 августа.

## Статистика
- Валовой внутренний продукт на 2003 составляет 610 850 633,00 реала (данные: Бразильский институт географии и статистики).
- Валовой внутренний продукт на душу населения на 2003 составляет 40 496,60 реала (данные: Бразильский институт географии и статистики).
- Индекс развития человеческого потенциала на 2000 составляет 0,760 (данные: Программа развития ООН).